# Nixtalpan
Nixtalpan är en ort i Mexiko.   Den ligger i kommunen Nombre de Dios och delstaten Durango, i den centrala delen av landet, 700 km nordväst om huvudstaden Mexico City. Nixtalpan ligger 1 747 meter över havet och antalet invånare är 389.
Terrängen runt Nixtalpan är platt åt nordost, men åt sydväst är den kuperad. Nixtalpan ligger nere i en dal. Runt Nixtalpan är det glesbefolkat, med 16 invånare per kvadratkilometer. Närmaste större samhälle är Nombre de Dios, 3,2 km söder om Nixtalpan. Trakten runt Nixtalpan består i huvudsak av gräsmarker.